# José Luis Abajo
José Luis Abajo Gómez (Madrid, 1978. június 22. –) világ- és Európa-bajnoki ezüstérmes, olimpiai bronzérmes spanyol párbajtőrvívó.